# إسماعيل بن جعفر الأنصاري
إسماعيل بن جعفر بن أبي كثير الأنصاري (103 هـ - 180 هـ)، أبو إسحاق المدني، قارئ أهل المدينة وأحد رواة الحديث النبوي، وكان يؤدب ببغداد عليا ولد الخليفة المهدي المعروف بابن زرة، ولم يزل فيها إلى حين وفاته.

## سيرته
قرأ القرآن على شيبة بن نصاح، ونافع المدني، وسليمان بن مسلم بن جماز، وعيسى بن وردان.
وروى عنه القراءة عرضا وسماعا الكسائي، وأبو عبيد القاسم بن سلام، وسليمان بن داود الهاشمي، وأبو عمر الدوري، ويزيد بن عبد الواحد الضرير، وعيسى بن سليمان الشيزري، وأبو خلاد النحوي، وخلف بن هاشم.

### روايته للحديث النبوي
روى عن: إسرائيل بن يونس بن أبي إسحاق، وإسماهيل بن أبي حكيم، وجعفر الصادق، وحبيب بن حسان بن أبي الأشرس، وحميد الطويل، وداود بن بكر بن أبي الفرات، وداود بن قيس الفراء، وربيعة بن أبي عبد الرحمن، وسعد بن سعيد الأنصاري، وسعيد بن عبد الرحمن بن رقيش، وسليمان بن سحيم، وسهيل بن أبي صالح، وشريك بن عبد الله بن أبي نمر، وعبد الله بن جعفر بن نجيح المدني، وعبد الله بن دينار، وعبد الله بن سعيد ابن أبي هند، وعبد الله بن عامر الأسلمي، وأبي طوالة عبد الله بن عبد الرحمن بن معمر الأنصاري، وعبد الرحمن بن حبيب بن أردك، وعبد الرحمن بن حرملة الأسلمي، وعبد الرحمن بن محمد بن عبد الله بن عبد القاري، وعبد العزيز بن عبد الله بن أبي سلمة الماجشون، وعتبة بن مسلم، وعمارة بن غزية الأنصاري، وعمر بن نافع مولى ابن عمر، وعمر بن نبيه الكعبي، وعمرو بن أبي عمرو، وعمرو بن يحيى المازني، والعلاء بن عبد الرحمن بن يعقوب، وعيسى بن موسى بن محمد بن إياس بن البكير، ومالك بن أنس، ومحمد بن أبي حرملة، ومحمد بن زيد بن المهاجر بن قنفذ، ومحمد بن عجلان، ومحمد بن عمرو بن حلحلة، ومحمد بن عمرو بن علقمة بن وقاص الليثي، ومحمد بن يوسف الكندي، ومسلم بن أبي مريم، وموسى بن عقبة، وأبي سهيل نافع بن مالك بن أبي عامر الأصبحي، وأخيه يحيى بن جعفر بن أبي كثير، ويحيى بن علي بن يحيى بن خلاد الأنصاري، ويزيد بن عبد الله بن خصيفة، وأبي جعفر يزيد بن القعقاع القارئ، وأبي حزرة يعقوب بن مجاهد القاص.
روى عنه: إبراهيم بن عبد الله بن حاتم الهروي، وإسحاق بن محمد الفروي، وأبو معمر إسماعيل بن إبراهيم ابن معمر الهذلي، والحسن بن شوكر البغدادي، وسريج بن النعمان الجوهري، وسريج بن يونس، وسعيد بن سليمان الواسطي، أبو الربيع سليمان بن داود الزهراني، وسويد بن سعيد الحدثاني، وعباد بن موسى الختلي، وعبد الله بن مطيع، وعبد العزيز بن بحر البغدادي الخلال، وعلي بن حجر السعدي المروزي، وابنه فليح بن إسماعيل بن جعفر، وقتيبة بن سعيد، ومحمد بن بكار ابن الريان، وأبو جعفر محمد بن جهضم، ومحمد بن زنبور المكي، ومحمد بن سلام البيكندي، ومحمد بن الصباح الدولابي، والهيثم بن خارجة، وأبو همام الوليد بن شجاع السكوني، ويحيى بن أيوب المقابري، ويحيى بن حسان التنيسي، ويحيى بن يحيى النيسابوري.

## أقوال العلماء فيه
- قال يحيى بن معين: ثقة.
- وروى الخطيب البغدادي عن محمد بن موسى بن الفضل الصيرفي قال: سمعت العباس بن محمد الدوري يقول: سمعت يحيى بن معين يقول: إسماعيل بن جعفر أثبت من ابن أبي حازم، وأثبت من الدراوردي، وأبي ضمرة.[5]
- وقال أيضا يحيى بن معين: إسماعيل بن جعفر وأخوه محمد ثقتان.
- وقال أبو داود السجستاني، وأبو زرعة الرازي، والحاكم النيسابوري: ثقة.
- وقال ابن حجر العسقلاني والذهبي: ثقة ثبت.[6]